# CETME Ameli
A Ameli (abreviação de Ametralladora ligera (tradução: metralhadora ligeira)) é uma metralhadora leve 5,56 projetada para o Exército da Espanha (Ejército de Tierra) pelo instituto nacional de pesquisa de armas leves Centro de Estudios Técnicos de Materiales Especiales (CETME) (fundado pelo governo espanhol em 1950).
O desenvolvimento da arma começou em 1974 sob a supervisão do coronel José María Jiménez Alfaro (que mais tarde se tornaria o diretor do CETME). A Ameli foi apresentada oficialmente em 1981 e depois de passar por exaustivos testes militares foi adotada em serviço em 1982 como a arma de apoio padrão do exército espanhol sob a designação MG 82. A Ameli foi fabricada na fábrica da Empresa Nacional Santa Bárbara (agora General Dynamics Santa Bárbara Sistemas) em A Coruña até 2013, quando a fábrica foi fechada.

## Usuários
- Malásia: PASKAL[5]
- México[6]
- Espanha[6]
- Ucrânia[7][8]